# The Crimson Armada
The Crimson Armada fue una banda estadounidense de Deathcore originaria de Columbus, Ohio. La banda inicialmente se formó en el poblado de Westerville en Ohio, después de varias presentaciones en vivo la banda entró en receso. Posteriormente, debido a la presión de la escena musical local, el grupo se reforma un año después. Según Allmusic, la banda se encontró "en un ascenso meteórico por el mundo del metal extremo". Las letras de las canciones de la banda contienen temas espirituales y tiene miembros que son Cristianos. Por eso el vocalista y compositor Saud Ahmed confirmó que la banda no es Cristiana, ya que la banda nunca ha escrito una canción sobre Jesús.

## Historia

### Formación yGuardians(2007-2010)
La banda se formó originalmente en Columbus, Ohio en 2007, después de lanzar varios demos y tocar en algunos shows en vivo con bandas como The Black Dahlia Murder, Despised Icon y It Prevails, la banda entró en receso a principios de 2008.  Sin embargo, la banda se reunió en 2008 en Columbus. En el verano de 2009, el grupo firmó un contrato con Metal Blade Records y en julio de 2009 la banda lanzó su álbum debut Guardians. Después del lanzamiento del álbum, la banda entró en varias giras con bandas como The Chariot. En el verano de 2010 el grupo se presentó en el Scream Prayer Tour. Se cerró el ciclo de giras del álbum en otoño de 2010 con el Monument Tour.

### Conviction(2011)
En enero de 2011, la banda firmó contrato con Artery Recordings y anunció su entonces nuevo álbum titulado Conviction, fue lanzado el 21 de junio del mismo año. Alternative Press anunció que después del lanzamiento de Conviction la banda estaría programada para tocar en varios festivales, entre ellos el Annual New England Metal and Hardcore Festival en su 13° edición. También compartiendo una gira con bandas como Impending Doom, MyChildren MyBride y This or the Apocalypse.

### Separación (2012)
El 29 de octubre del 2012 , la banda anunció a través de su página de Facebook su separación. La razón fue que The Holy Guile (proyecto alterno del vocalista Saud Ahmed) pasó de ser un proyecto paralelo a ser una banda de tiempo completo. El baterista David Puckett, después de la separación, se unió a las filas de la también banda de metalcore For Today (banda).

## Integrantes

### Última alineación
- Saud Ahmed – voz gutural, teclados, sintetizadores, piano, programación (2007-2012)
- Cye Marshall - guitarra, voz (2012)
- Dan Hatfield – guitarra, coros (2007-2012)
- Michael Cooper – bajo (2012)
- Jordan Matz – batería, percusión (2011-2012)

### Miembros anteriores
- Brandon McMaster – voz, guitarra (2011–2012)
- Kyle Barrington – guitarra (2007–2009)
- Josh Jardim – guitarra (2009–2011)
- Scott Ulliman – bass guitar (2007–2008)
- Chris Yates – bajo, coros (2008–2011)
- Colin Casto – voz (2007–2008)
- Kevin Lankford – bajo (2011–2012)
- David Puckett – batería (2007–2011, ahora en For Today)

## Discografía

### Álbumes de estudio
- Guardians (Metal Blade Records, 2009)
- Conviction (Artery Recordings, 2011)

### EP
- Behold the Architect (2008)

### Demo
- Demo '10 (2010)

## Videografía
| Título               | Año  | Director   | Álbum     |
| -------------------- | ---- | ---------- | --------- |
| The Serpent's Tongue | 2009 |            | Guardians |
| Forgive Me           | 2011 | Conviction |           |